# Rocco (nome)
Rocco  è un nome proprio di persona italiano maschile.

## Varianti
- Maschili
  - Alterati: Rocchino[1], Rocchetto[1]
- Femminili: Rocca[1]
  - Alterati: Rocchina[1], Rocchetta[1]

### Varianti in altre lingue
- Albanese: Rroku
- Basco: Erroke[5]
- Catalano: Roc[2][5]
- Croato: Rok, Roko[2]
- Francese: Roch[1][2]
- Frisone: Rokus[2]
- Greco moderno: Ρόκκος (Rokkos)
- Germanico: Rochus[2], Rocco[2]
- Inglese: Rocky[2]
- Latino: Rochus[4]
- Lettone: Rohs
- Lituano: Rokas
- Olandese: Rochus[2]
- Polacco: Roch[2]
- Portoghese: Roque[2]
- Rumeno: Rocus
- Russo: Рох (Roch)
- Sloveno: Rok[2]
- Spagnolo: Roque[1][2][5]
- Tedesco: Rochus[2]
- Ungherese: Rókus, Rokkó

## Origine e diffusione

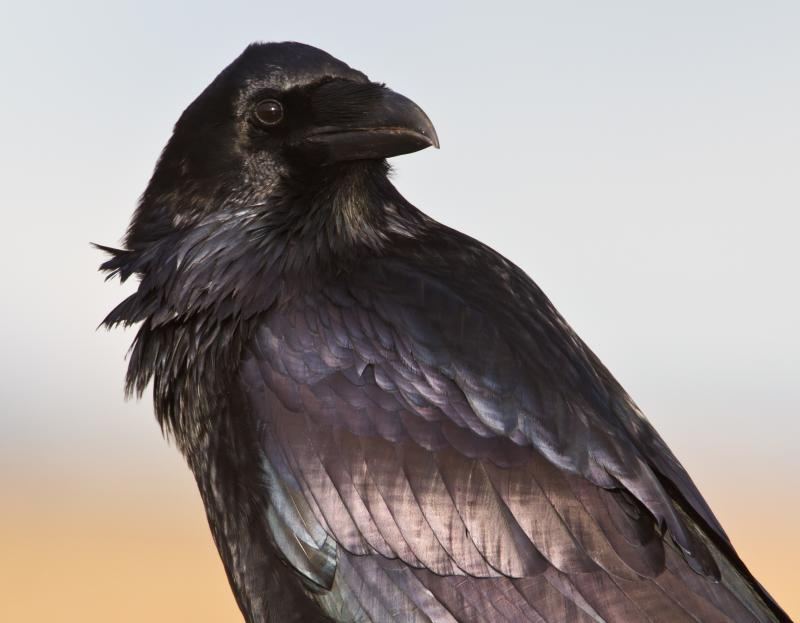
Un corvo imperiale (Corvus corax) fotografato a Stokkseyri

Si tratta di un nome di origine germanica, che probabilmente in origine costituiva un ipocoristico di altri nomi, comincianti con gli elementi hraban ("corvo", animale sacro nelle tribù germaniche) o hroth ("gloria"). Altre fonti propongono una connessione a hrok ("riposo"), a hroc (dal significato incerto, forse "gracchiare", "ruggire", "gridare"), nonché a termini non germanici come il latino rocca ("rocca", "fortezza").
Deve la sua diffusione alla devozione verso san Rocco, un pellegrino del 1300 di origine francese che curò i malati di peste. Storicamente, il nome è documentato in Italia sin dall'Alto Medioevo nelle forme Rochus, Rocchus, Rocho e Roccho. Usato in tutta la penisola, è maggiormente diffuso al Sud, specie in Sicilia; al di fuori dell'italiano è invece poco usato. Ulteriore spinta alla sua diffusione è stata data, di recente, dal film di Luchino Visconti Rocco e i suoi fratelli.
La forma inglese Rocky, che nasce come diminutivo, può esserlo anche di altri nomi che cominciano in maniera simile, o può anche direttamente riprendere l'aggettivo inglese rocky ("roccioso"), in riferimento ad una persona dura o forte

## Onomastico
L'onomastico viene festeggiato il 16 agosto in memoria di san Rocco da Montpellier, patrono degli ammalati. Si ricorda con questo nome anche san Rocco González, gesuita paraguaiano e martire in Brasile, commemorato il 15 o il 17 novembre.

## Persone

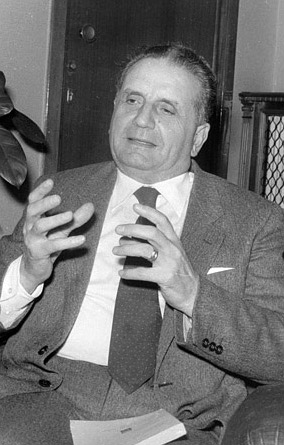
Rocco Chinnici

- Rocco Barbaro, comico e cabarettista italiano
- Rocco Borella, pittore italiano
- Rocco Buttiglione, politico e accademico italiano
- Rocco Carabba, tipografo ed editore italiano
- Rocco Chinnici, magistrato italiano
- Rocco Girlanda, politico, giornalista e dirigente d'azienda italiano
- Rocco Granata, cantante e attore italiano naturalizzato belga
- Rocco Larussa, scultore italiano
- Rocco Papaleo, attore, regista e musicista italiano
- Rocco Scotellaro, scrittore, poeta e politico italiano
- Rocco Siffredi, ex pornoattore, regista, produttore cinematografico e stilista italiano
- Rocco Stella, nobile e militare italiano
- Rocco Talucci, arcivescovo cattolico italiano

### Variante Rok

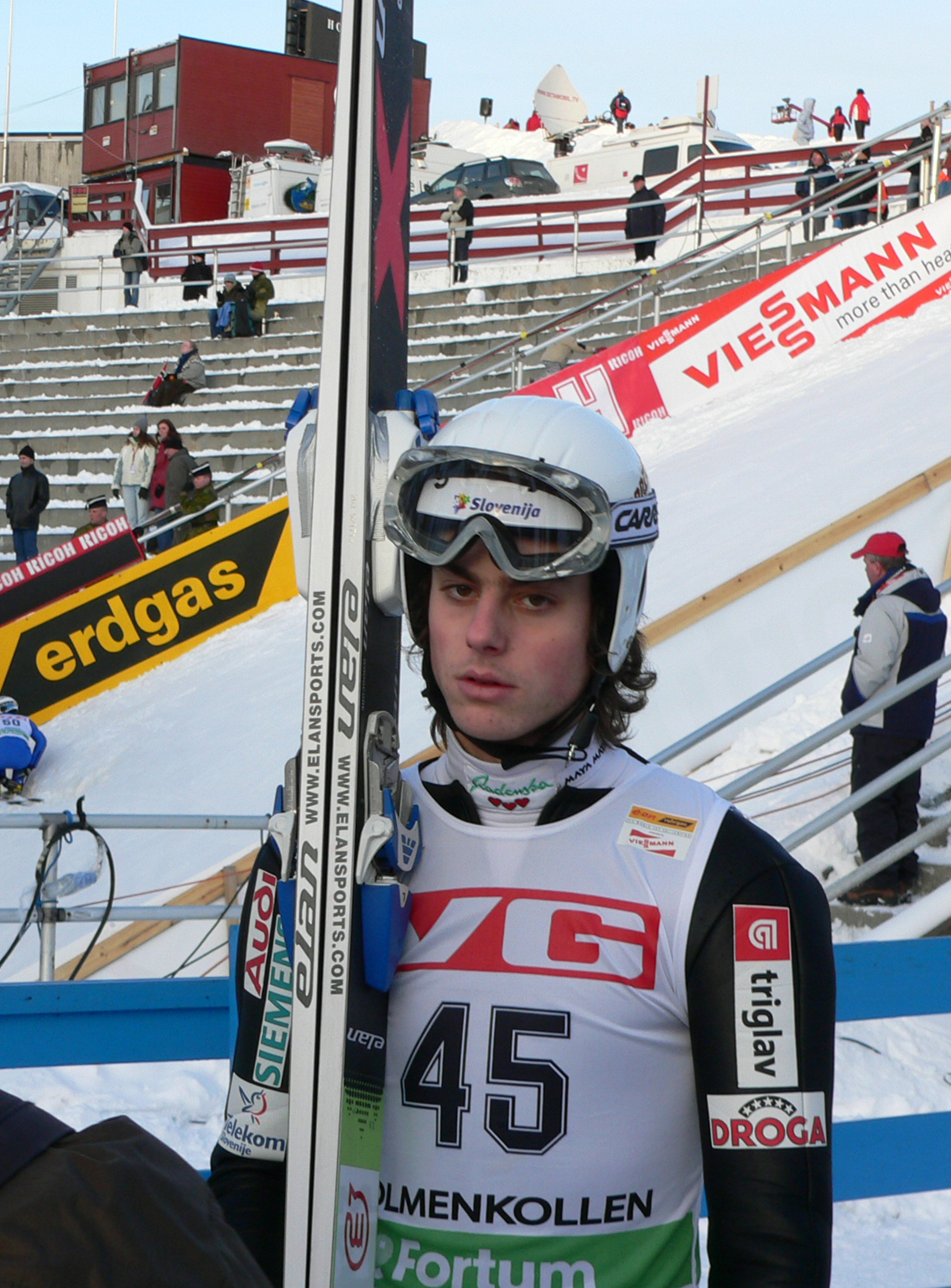
Rok Benkovič

- Rok Benkovič, saltatore con gli sci sloveno
- Rok Buzeti, calciatore sloveno
- Rok Elsner, calciatore sloveno
- Rok Flander, snowboarder sloveno
- Rok Mordej, giocatore di calcio a 5 sloveno
- Rok Perko, sciatore alpino sloveno
- Rok Petrovič, sciatore alpino sloveno
- Rok Stipčević, cestista croato
- Rok Štraus, calciatore sloveno
- Rok Urbanc, saltatore con gli sci sloveno

### Variante Roque
- Roque Alfaro, calciatore argentino
- Roque Baños, compositore spagnolo

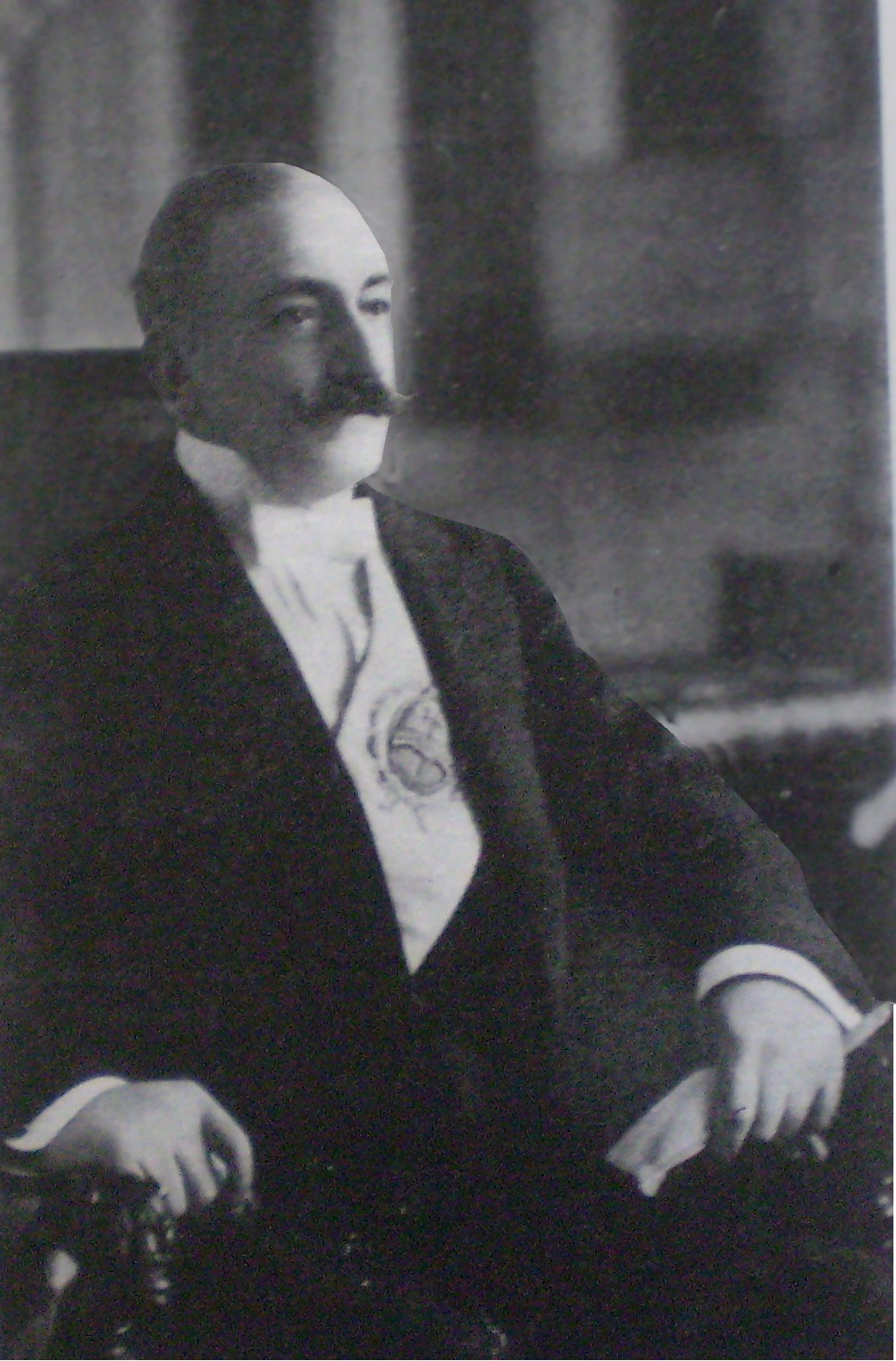
Roque Sáenz Peña

- Roque Dalton, poeta, giornalista e rivoluzionario salvadoregno
- Roque Ditro, calciatore argentino
- Roque González de Santa Cruz, gesuita e santo paraguaiano
- Roque González Garza, politico messicano
- Roque Júnior, calciatore brasiliano
- Roque Máspoli, allenatore di calcio e calciatore uruguaiano
- Roque Olsen, calciatore e allenatore di calcio argentino
- Roque Santa Cruz, calciatore paraguaiano
- Roque Sáenz Peña, politico argentino

### Variante Rocky
- Rocky Bernard, giocatore di football americano statunitense
- Rocky Carroll, attore statunitense
- Rocky Elsom, rugbista a 15 australiano
- Rocky George, chitarrista statunitense
- Rocky Graziano, pugile statunitense
- Rocky Johnson, wrestler canadese
- Rocky Lekaj, calciatore norvegese
- Rocky Marciano, pugile statunitense
- Rocky Mattioli, pugile italiano
- Rocky Roberts, cantante e attore statunitense naturalizzato italiano

### Altre varianti

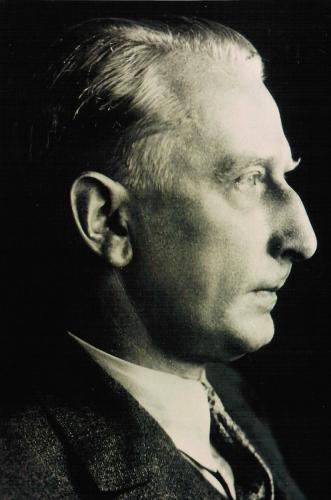
Rochus von Rheinbaben

- Roko Belic, regista cinematografico, produttore cinematografico e attore statunitense
- Roc Brasiliano, pirata olandese
- Rochus Misch, militare tedesco
- Roko Ukić, cestista croato
- Roch Voisine, cantautore, attore, conduttore televisivo e conduttore radiofonico canadese
- Rochus von Rheinbaben, ambasciatore tedesco

## Il nome nelle arti
- Rocco è un personaggio dell'omonimo telefilm del 2004 diretto da Nicolò Bongiorno.
- Rocco è un personaggio del film del 2003 Koda, fratello orso, diretto da Aaron Blaise e Robert Walker.
- Rocco Lampone è un personaggio del romanzo di Mario Puzo Il padrino, e dei film da esso tratti.
- Rocco Parondi è un personaggio del film del 1960 Rocco e i suoi fratelli, diretto da Luchino Visconti.
- Rocco Petri è un personaggio della serie Pokémon.
- Rocco Schiavone, protagonista di una serie di romanzi polizieschi scritti da Antonio Manzini.
- Rocco Cosentino è un personaggio della serie televisiva italiana Bang Bang Baby.
- Rocky è un personaggio della serie animata The Rocky and Bullwinkle Show.
- Rocky è un personaggio del musical The Rocky Horror Show, e del film da esso tratto The Rocky Horror Picture Show.
- Rocky Balboa è un personaggio della serie di film Rocky.